# 奇特巴拉加奥恩
奇特巴拉加奥恩（Chitbara Gaon），是印度北方邦Ballia县的一个城镇。总人口20211（2001年）。

## 人口
该地2001年总人口20211人，其中男性10423人，女性9788人；0—6岁人口3731人，其中男1884人，女1847人；识字率53.12%，其中男性为63.58%，女性为41.98%。